# Baheri
Baheri é uma cidade e um município no distrito de Bareilly, no estado indiano de Uttar Pradesh.

## Geografia
Baheri está localizada a 28° 47′ N, 79° 30′ L. Tem uma altitude média de 183 metros (600 pés).

## Demografia
Segundo o censo de 2001, Baheri tinha uma população de 58,577 habitantes. Os indivíduos do sexo masculino constituem 53% da população e os do sexo feminino 47%. Baheri tem uma taxa de literacia de 43%, inferior à média nacional de 59.5%; com 62% para o sexo masculino e 38% para o sexo feminino. 18% da população está abaixo dos 6 anos de idade.